# Prisão de Jesus

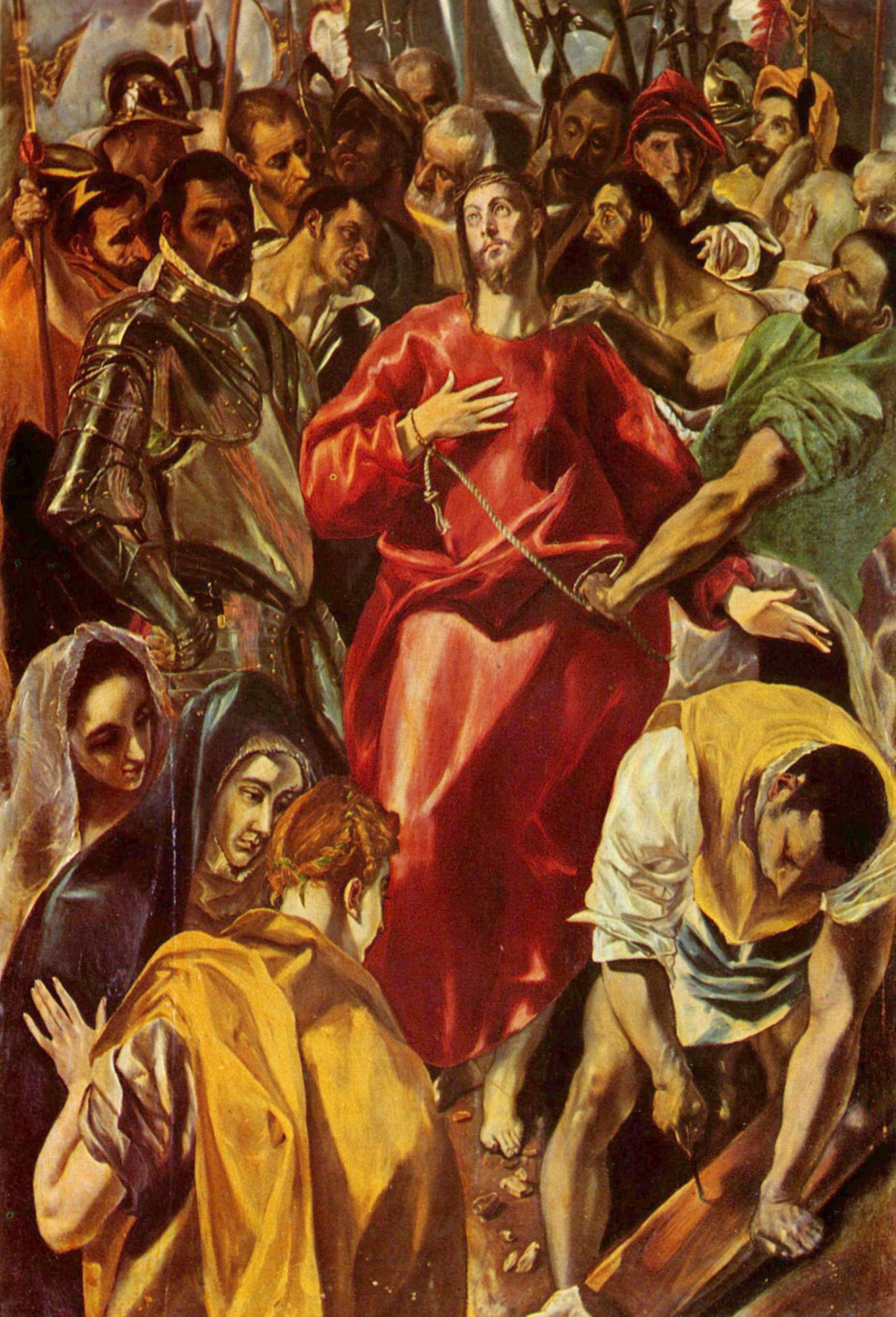
El Expolio
1577-79. Por El Greco, atualmente no Museo de San Vicente, em Toledo, na Espanha.

A Prisão de Jesus é um evento central relatado nos evangelhos canônicos que antecede à crucificação. Jesus foi preso pelos guardas do Templo por ordens do Sinédrio, no Getsêmani, logo após a Última Ceia, durante a qual Jesus deu seu sermão final imediatamente após o Beijo de Judas, que é tradicionalmente, visto como sendo um ato de traição (para outras teorias, veja Evangelho de Judas).
A prisão leva imediatamente ao Julgamento de Jesus no Sinédrio, durante o qual os judeus o condenam à morte. Na teologia cristã os eventos que vão da Última Ceia até a crucificação e ressurreição de Jesus são conhecidos como Paixão. O episódio aparece em Mateus 26:47–56, Marcos 14:43–49, Lucas 22:47–53 e João 18:1–11.

## Narrativa bíblica

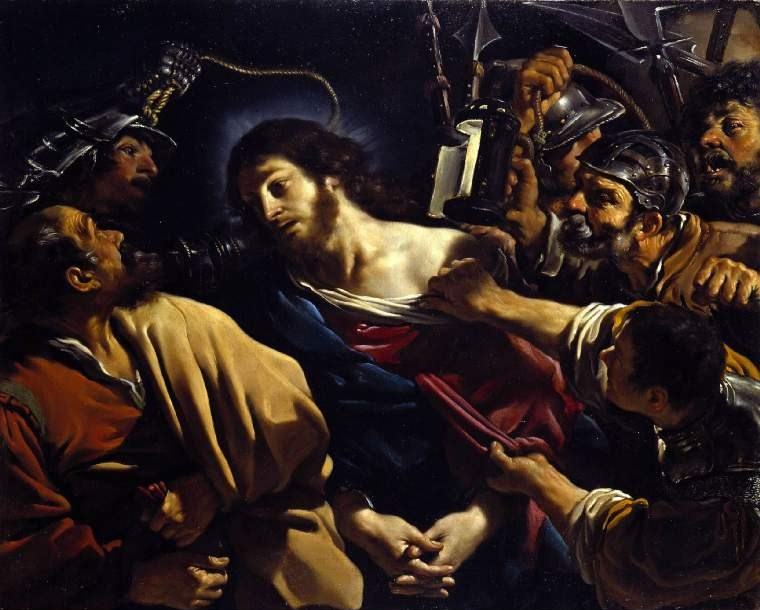
Prisão de Cristo
1621. Por Guercino, atualmente no Fitzwilliam Museum, em Cambridge, Reino Unido.

De acordo com os evangelhos canônicos, após a Última Ceia, Jesus e seus apóstolos foram até o Getsêmani, um jardim localizado às margens do Vale do Cédron, que os acadêmicos acreditam ter sido um bosque de oliveiras. Uma vez lá, os evangelistas descrevem-no deixando o grupo para rezar sozinho.
Os evangelhos sinóticos afirmam que Jesus pediu a Deus que afastasse dele o sofrimento que estava por vir, pedindo para não ter que passar pelos eventos vindouros, deixando assim a escolha final para Deus. Este episódio aborda, segundo a bíblia, o amor de Jesus pela humanidade, na qual aceitou a humilhação e sofrimento em prol da salvação do Homem que havia sido condenado pelo próprio pecado. Lucas afirma que um anjo apareceu e deu forças a Jesus, que então retornou aos seus discípulos. Os sinóticos afirmam ainda que três dos discípulos que ali estavam dormiram e que Jesus os criticou por não terem conseguido permanecer acordados por uma hora, sugerindo que eles rezassem para evitar a tentação.
Neste ponto, Judas aparece acompanhado por uma multidão que inclui sacerdotes e anciões judeus e gente armada. Segundo João, quando o bando entra no jardim à procura de Jesus, ele avança e diz "A quem buscais?". O bando responde "A Jesus o Nazareno" e Jesus finalmente responde "Sou eu." Imediatamente eles recuaram e foram ao chão.
Em seguida, Judas dá um beijo em Jesus, um sinal pré-combinado com os que o acompanhavam para mostrar quem de fato era Jesus. Tendo sido identificado, o bando prende Jesus, mesmo após um dos discípulos ter tentado impedi-los cortando fora a orelha de um dos homens com sua espada, que Jesus imediatamente curou segundo Lucas. João diz claramente que foi Simão Pedro quem cortou a orelha de Malco, um servo de Caifás, o sumo-sacerdote. João, Mateus e Lucas afirmam que Jesus criticou a violência e insistiu que não houvesse mais resistência. Em Mateus, Jesus então profere uma de suas mais famosas frases: Embainha a tua espada; pois todos os que tomam a espada, morrerão à espada (em Mateus 26:52).

## Galeria

Imagens da Prisão
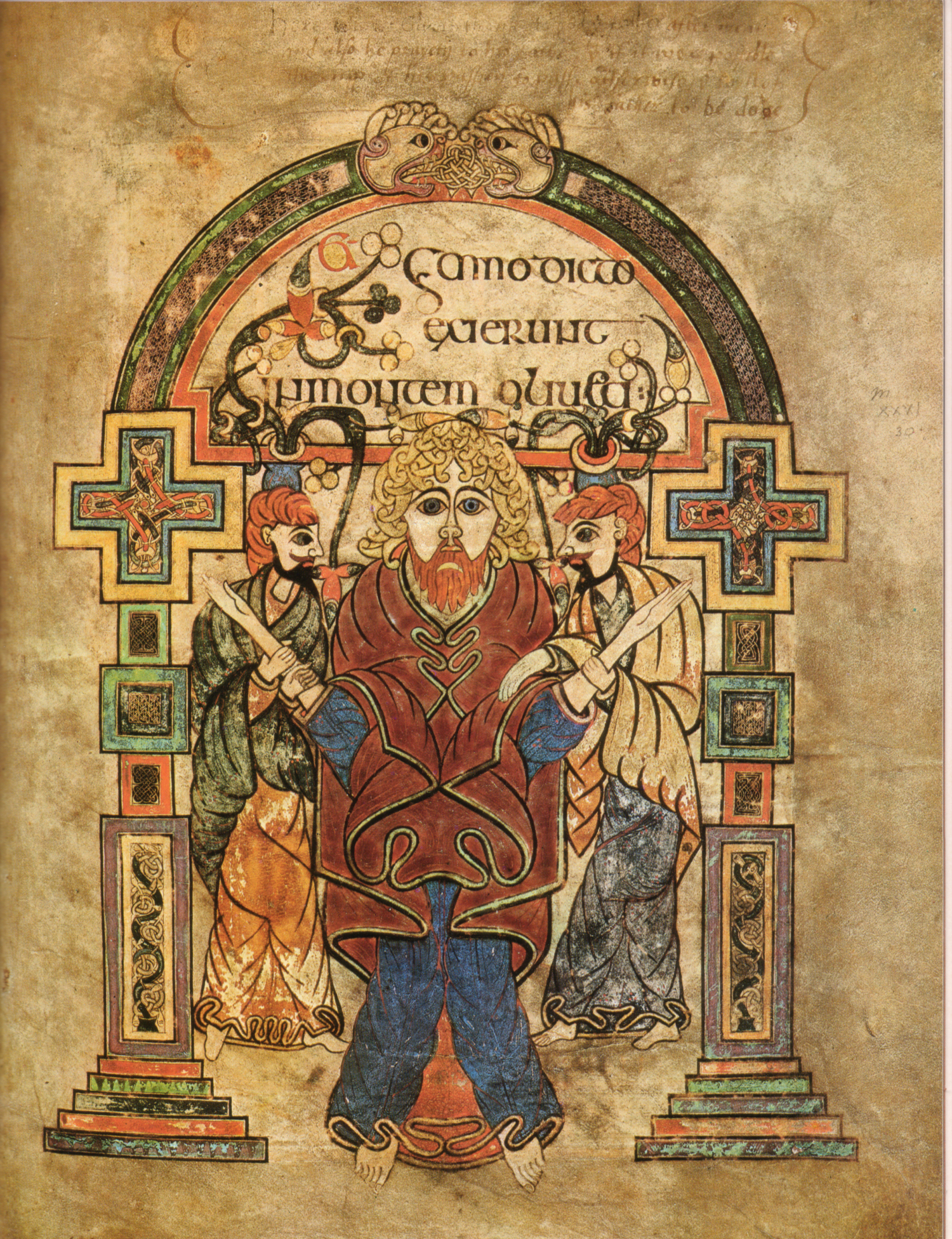
A prisão de Jesus retratada no Livro de Kells, ca. 800
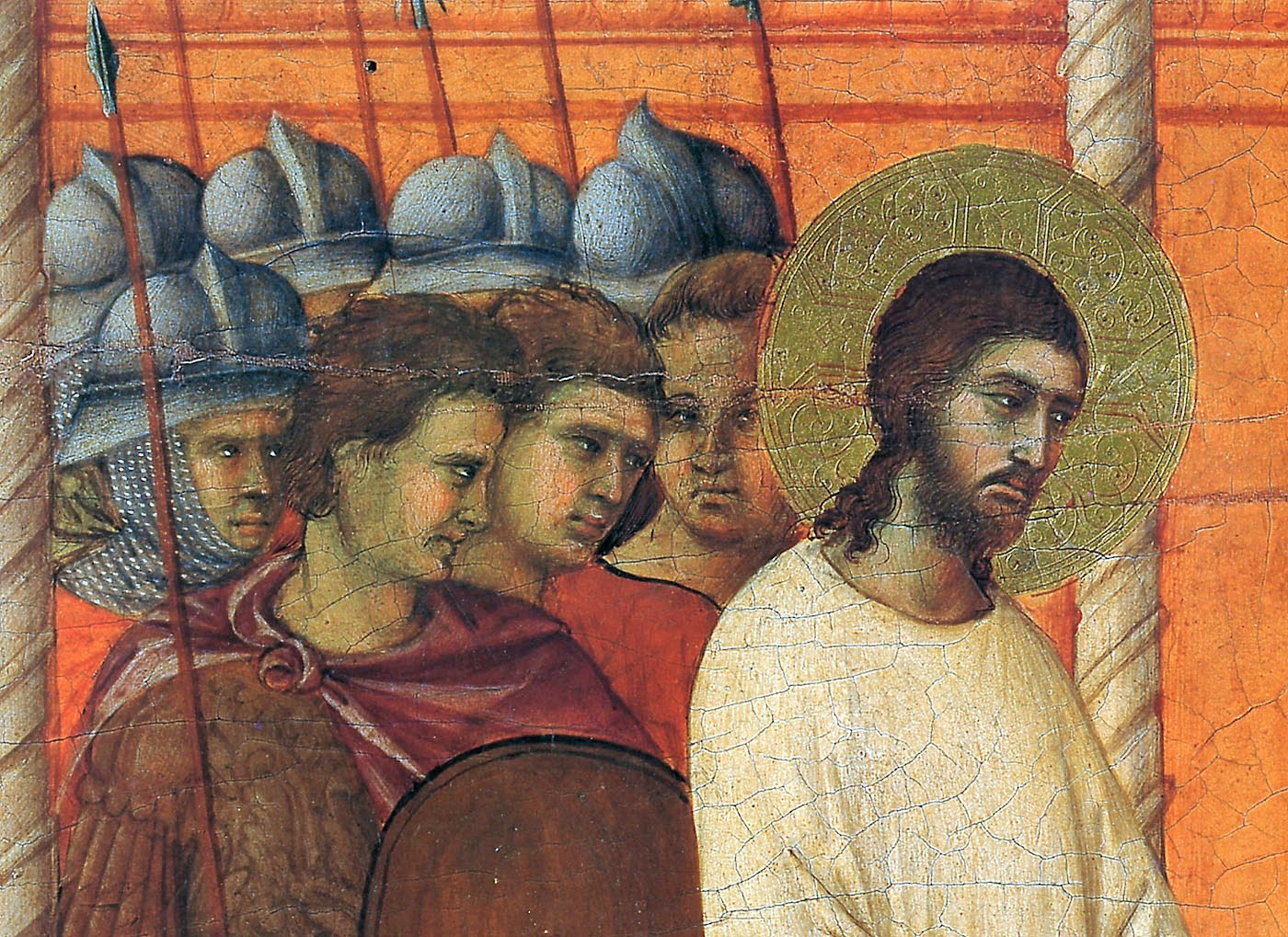
Maestà, por Duccio, 1308-1311
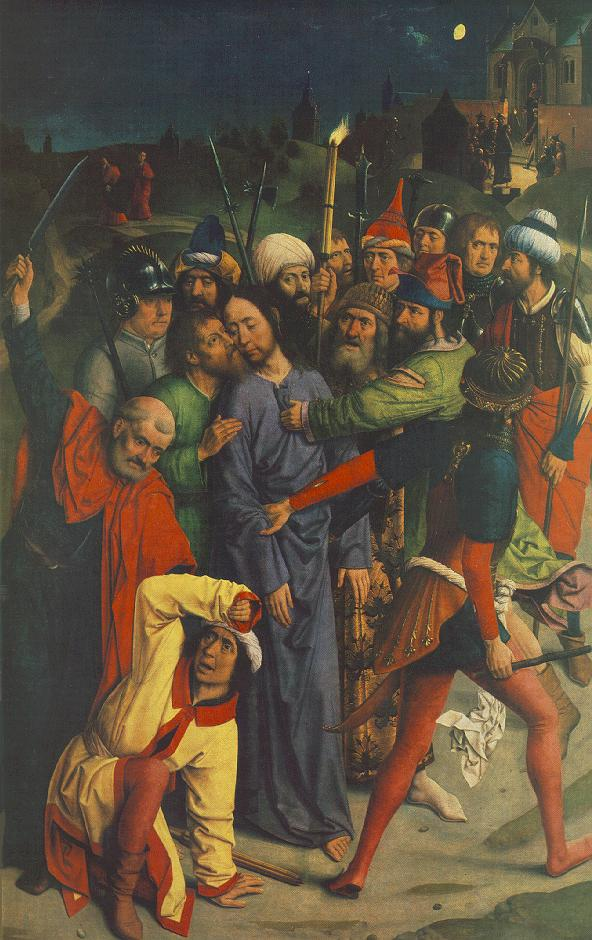
Dieric Bouts, ca. 1450-1460
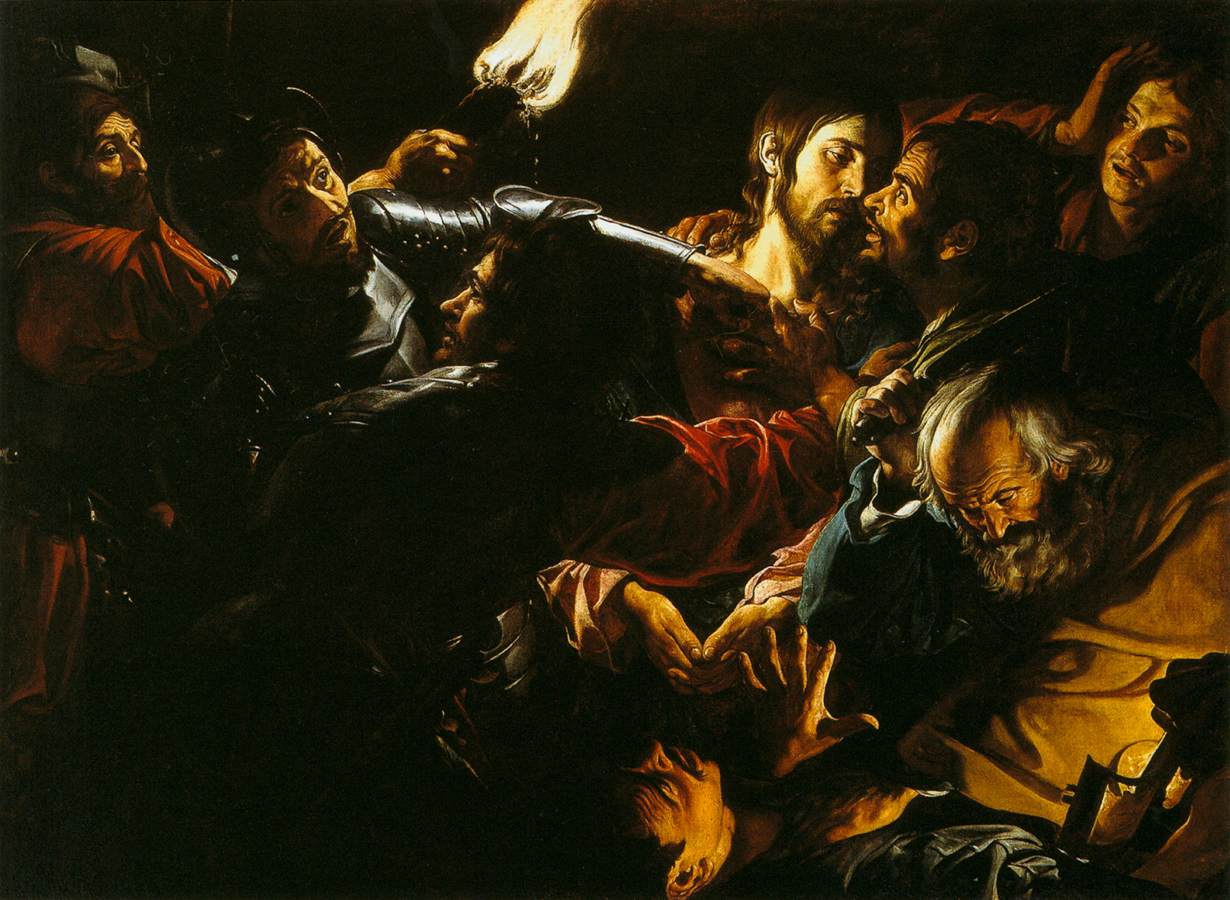
Gerard Douffet, ca. 1620
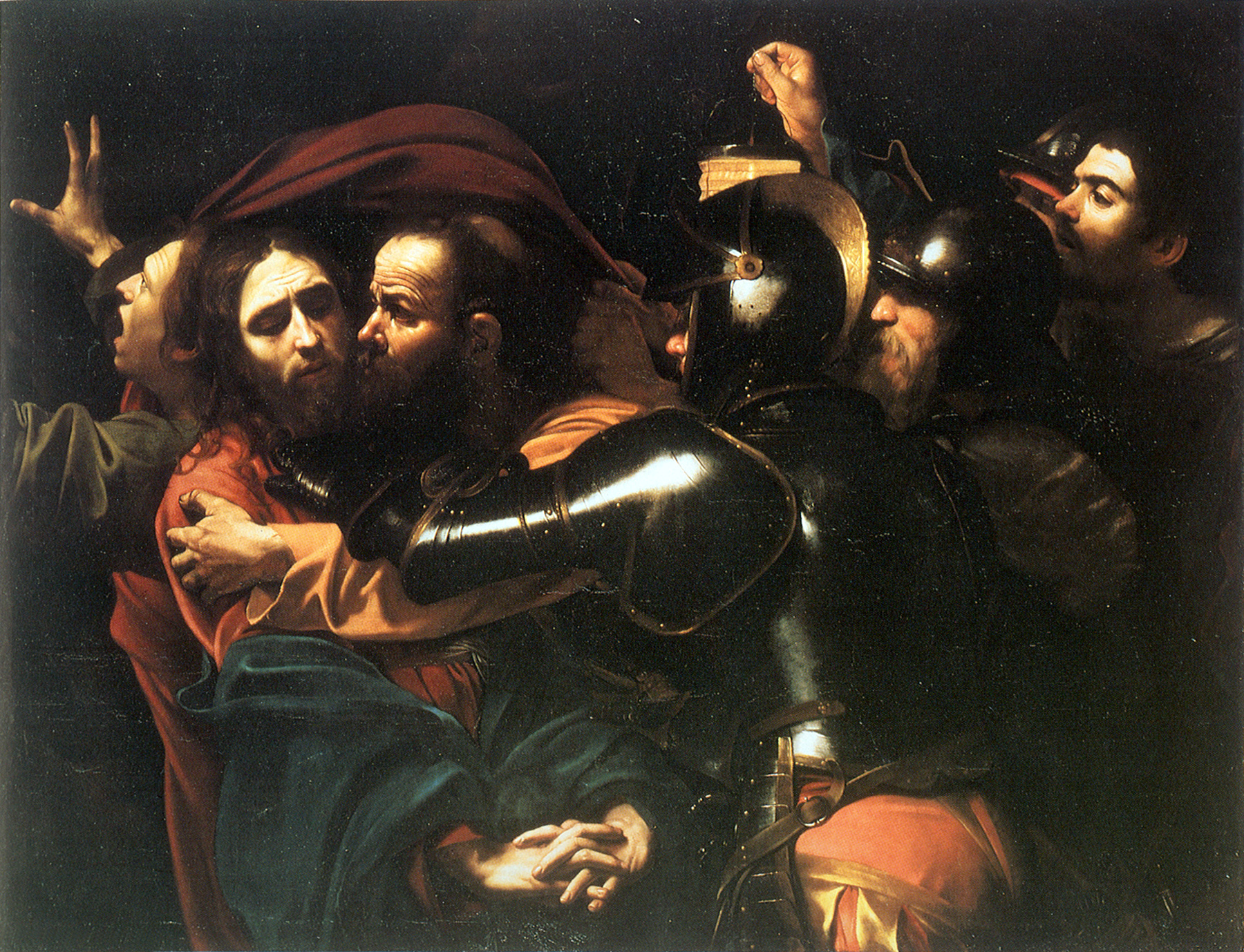
A Captura de Cristo, por Caravaggio, ca. 1602